# Puzurassur II
Puzurassur II ou Puzur-Ashur II foi um rei da Assíria que reinou entre 1 881 - 1 873 a.C., ou seja, 8 anos de reinado. Foi filho de Sargão I.
A seguir, é apresentada uma lista dos nove funcionários eleitos anualmente limu (epônimo) a partir do ano de adesão de Puzurassur II, waklum (superintendente), no limu de Assuridin, filho de Suli, até a morte de Puzurassur II no limu de Inaya, filho de Amuraya. As datas a.C. são baseadas em uma data de 1 833 a.C. para o eclipse solar registrado no limu de Puzur-Istar:
Assuridin, filho de Suli 
Assururnada, filho de Puzur-Ana 
Kubia, filho da Carria 
Ilidan, filho de Elali 
Silulu, filho de Uku 
Assururnada, filho de Ilibinanni 
Ikupistar, filho de Ikua 
Buzutaya, filho de Suli 
Inaya, filho de Amuraya
Puzurassur II foi sucedido por seu filho Narã-Sim da Assíria e, mais tarde, Erisum II, o último rei assírio da dinastia de Puzurassur I, xará de Puzurassur II.